# لیگ برتر هند
لیگ برتر هند (به انگلیسی: Indian Premier League)
یک لیگ حرفه‌ای کریکت در هند است که تیم‌های نماینده شهرهای هند هر ساله در آن رقابت می‌کنند. این لیگ که از سال ۲۰۰۷ تأسیس شده، در آوریل و مه هر سال برنامه‌ریزی می‌شود.